# サバ州知事
サバ州知事（サバしゅうちじ; 英語: The Governor of Sabah; マレー語: Yang di-Pertua Negeri Sabah) は、マレーシアのサバ州の儀礼上の元首である。サバ州知事は、閣下 (TYT) と呼ばれる。現在の知事はジュハル・マヒルディンで、2011年1月1日に就任した。

## 任命
マレーシアの州知事の職務はサバ州憲法で定められている。憲法第1条1項に基づき、この職務が置かれ、サバ州首相の助言によりマレーシア国王が任命する。どの州知事も任期は4年である。ただし国王には任期を延長する権限がある。
州知事（統治者）には代理や補佐はいない。しかし、病気や不在やその他の理由で統治ができない場合には、州知事は統治者に相応しい人物を任命する権限を留保する。

## 機能、権限、特権
連邦レベルの国王の機能や権限は、国の他のルールと同様に、州レベルの統治者に委任されている。統治者は、しかし、司法の機能や権限は無い。
彼は州の元首であり、統治者会議のメンバーである。会議の他のメンバーと同じ権力を共有している。しかし、国王に任命されることは無い。
州憲法第10条には、統治者は州憲法に基づき行動し、サバ州内閣の助言に基づき意思決定を行う。しかし、特定の事項では統治者自身の裁量で行動することできる。
州憲法には、統治者が州の主要人物を任命できる権限が記されている。例えば、立法議会議長と副議長、指名議員、州大臣と副大臣、州公務員委員会の議長と副議長および委員、州長官、州司法長官などである。彼らは全て、州首相との協議後に任命できるが、州首相はこの限りでない。このプロセスは公務員の解任時も同様である。
州憲法はサバ州立法議会における統治者の権限についても規定している。全ての議案は成立後30日以内に統治者によって承認されなければならない。統治者は毎年議会で演説しなければならない。

## サバ州知事の一覧
以下はサバ州知事の一覧である: トゥン・ダトゥク、セリ・パングリマは称号
| No. | 紋章 | ポートレート | サバ州知事 (生年–没年)                                                         | 任期           | 任期           | 任期       |
| No. | 紋章 | ポートレート | サバ州知事 (生年–没年)                                                         | 就任           | 退任           | 任期       |
| --- | ---- | ------------ | ------------------------------------------------------------------------------ | -------------- | -------------- | ---------- |
| 1   |      |              | トゥン・ダトゥク ダトゥ・ムスタファ ダトゥ・ハルン (1918–1995)                 | 1963年9月16日  | 1965年9月16日  | 2年, 0日   |
| 2   |      |              | トゥン・ダトゥク ペンギラン・アハマド・ラファエ ペンギラン・オマル (1908–1995) | 1965年9月16日  | 1973年9月16日  | 8年, 0日   |
| 3   |      |              | トゥン・ダトゥク ムハンマド・フアド ステファンズ (1920–1976)                   | 1973年9月16日  | 1975年7月28日  | 1年, 316日 |
| 4   |      |              | トゥン・ダトゥク モフド・ハムダン・アブドラ (1922–1977)                        | 1975年7月28日  | 1977年10月10日 | 2年, 75日  |
| 5   |      |              | トゥン・ダトゥク アフマド・コロ (1925–1978)                                    | 1977年10月12日 | 1978年6月25日  | 257日      |
| 6   |      |              | トゥン・ダトゥク モハマド・アドナン・ロバート (1917–2003)                      | 1978年6月25日  | 1986年12月31日 | 8年, 190日 |
| 7   |      |              | トゥン・ダトゥク モハマド・サイード・ケラク (1925–1995)                        | 1987年1月1日   | 1994年12月31日 | 8年, 0日   |
| 8   |      |              | トゥン・ダトゥク・セリ・パングリマ サカラン・ダンダイ (1930–2021)              | 1995年1月1日   | 2002年12月31日 | 8年, 0日   |
| 9   |      |              | トゥン・ダトゥク・セリ・パングリマ アフマドシャー・アブドラ (b.1946)           | 2003年1月1日   | 2010年12月31日 | 8年, 0日   |
| 10  |      |              | トゥン・ダトゥク・セリ・パングリマ ジュハル・マヒルディン (b.1953)             | 2011年1月1日   | Incumbent      | 14年, 71日 |

## 存命中の元州知事
元知事のうち、現在一人だけが存命中である。元知事の内、直近に没したのは、サラカン・ダンダイ（1995-2002）。彼は2021年8月30日にコタキナバルで没した。
| 氏名                     | 州知事の任期 | 生年月日              |
| ------------------------ | ------------ | --------------------- |
| アフマドシャー・アブドラ | 2003–2010    | 1946年12月9日（78歳） |